# Mitsubishi Space Star (2012)
Mitsubishi Space Star (numit și Mitsubishi Mirage) este o gamă de autoturisme produse de producătorul japonez Mitsubishi din 1978 până în 2003 și din nou din 2012. Modelele hatchback produse între 1978 și 2003 au fost clasificate ca autovehicule subcompacte, în timp ce modelele break cu sedan și break, comercializate în mod proeminent ca Mitsubishi Lancer, erau automobile compact. Liftback-ul introdus în 1988 a completat sedanul ca o ofertă compactă suplimentară, iar coupé-ul din 1991 s-a integrat cu gama subcompact. Modelul Mirage actual este un hatchback și sedan subcompact și îl înlocuiește pe Mitsubishi Colt vândut între 2002 și 2012.

## Legături externe
- Mitsubishi pages: Mirage Arhivat în 29 martie 2019, la Wayback Machine., Attrage Arhivat în 16 octombrie 2019, la Wayback Machine.
- Mitsubishi web museum pages: 1978, 1983, 1985 Mirage/Lancer wagon, 1987, 1991, 1995, 1999 Dingo
- Gazoo pages: 1st gen, 2nd gen, 3rd gen, 4th gen, 5th gen